# Viaduc de Corcelles
Le viaduc de Corcelles est un ouvrage d'art ferroviaire français permettant le franchissement par la LGV Rhin-Rhône de la vallée de Corcelles (deux chemins un ruisseau et un étang) à Saulnot dans la Haute-Saône.
Long de 445 mètres et haut de 25 mètres, ce pont à poutres est terminé en 2011.

## Situation ferroviaire

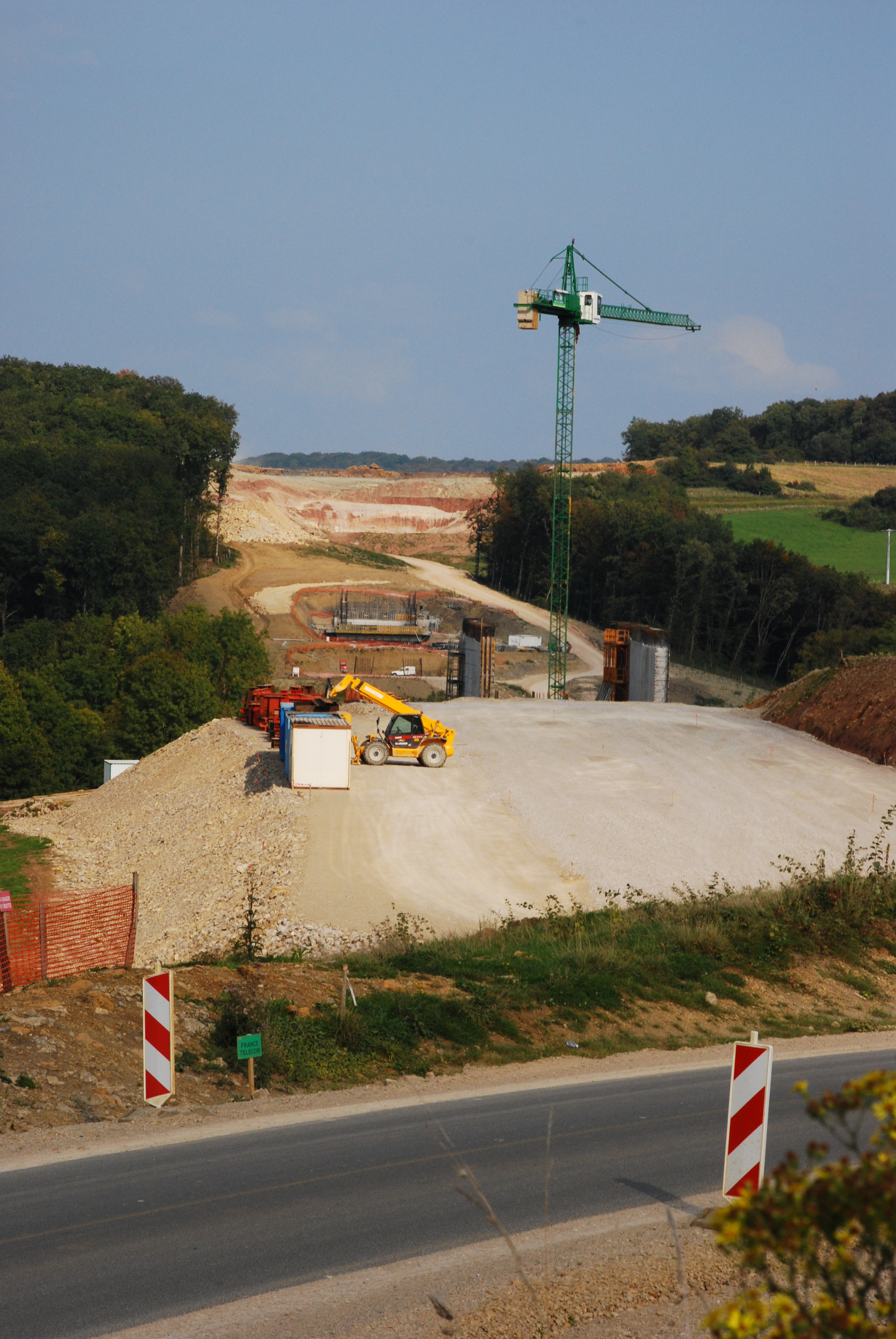
Les travaux de construction en septembre 2007.

Établi à 367 mètres d'altitude, le viaduc de Corcelles, long de 445 mètres, est situé entre les points kilométriques (PK) 111,702 et 112,147 de la LGV Rhin-Rhône, entre les gares de Besançon Franche-Comté TGV et de Belfort - Montbéliard TGV.

## Histoire
Les travaux sont menés par la société GTM génie civil pour les structures en béton et par Eiffel Constructions métalliques pour la partie métallique. Ils commencent en 2007 par le terrassement et s'achèvent en 2011 par la pose des voies ferrées. La mise en place du tablier de 1 500 tonnes se fait au début de l'année 2008.

## Caractéristiques
Le viaduc est de type pont à poutres en I ; il est composé de béton armé et d'acier. Sa longueur totale est de 445 mètres et sa hauteur maximale s'élève à 25 mètres. Il est équipé d'un système de protection parasismique.

Le viaduc de Corcelles.
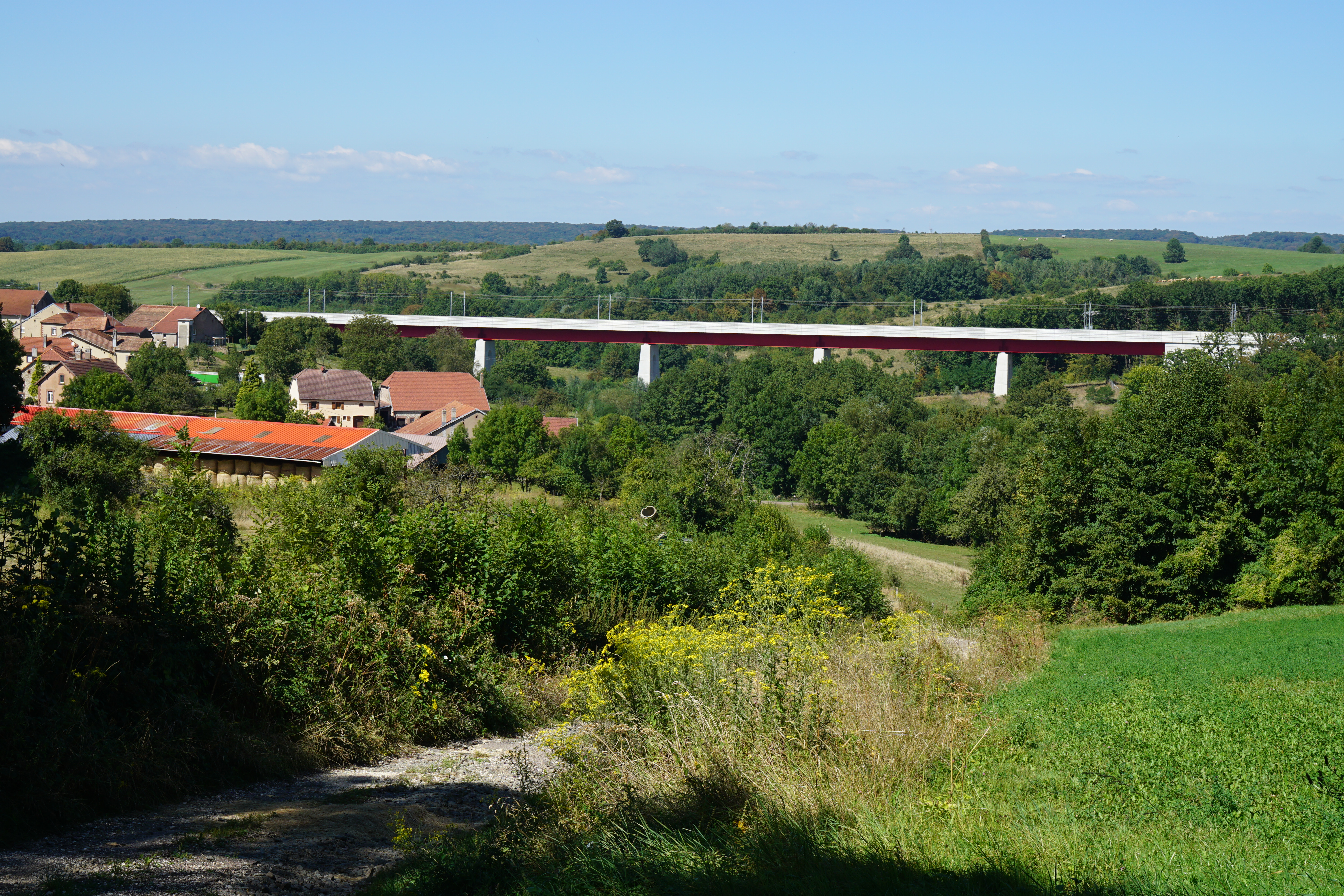
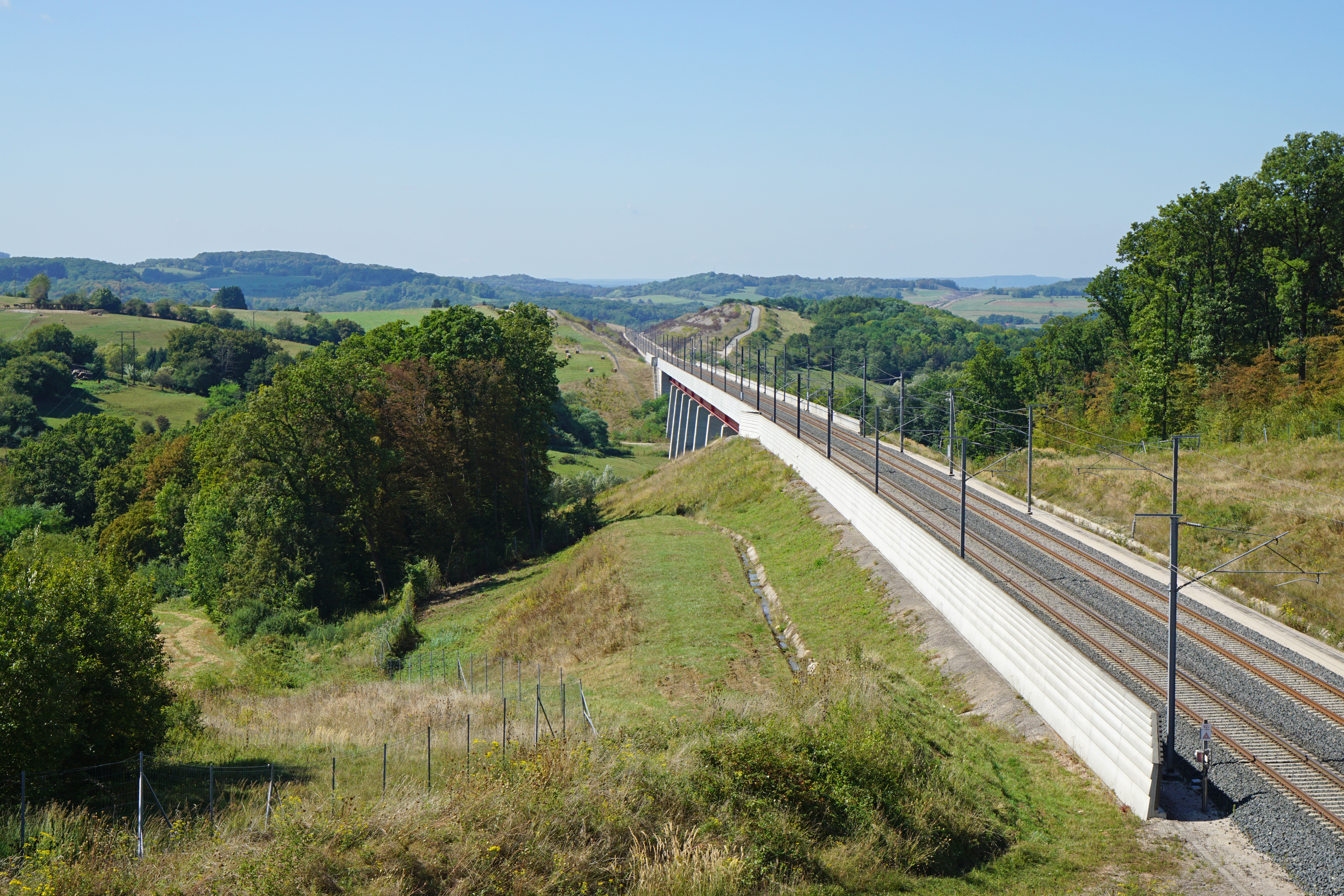
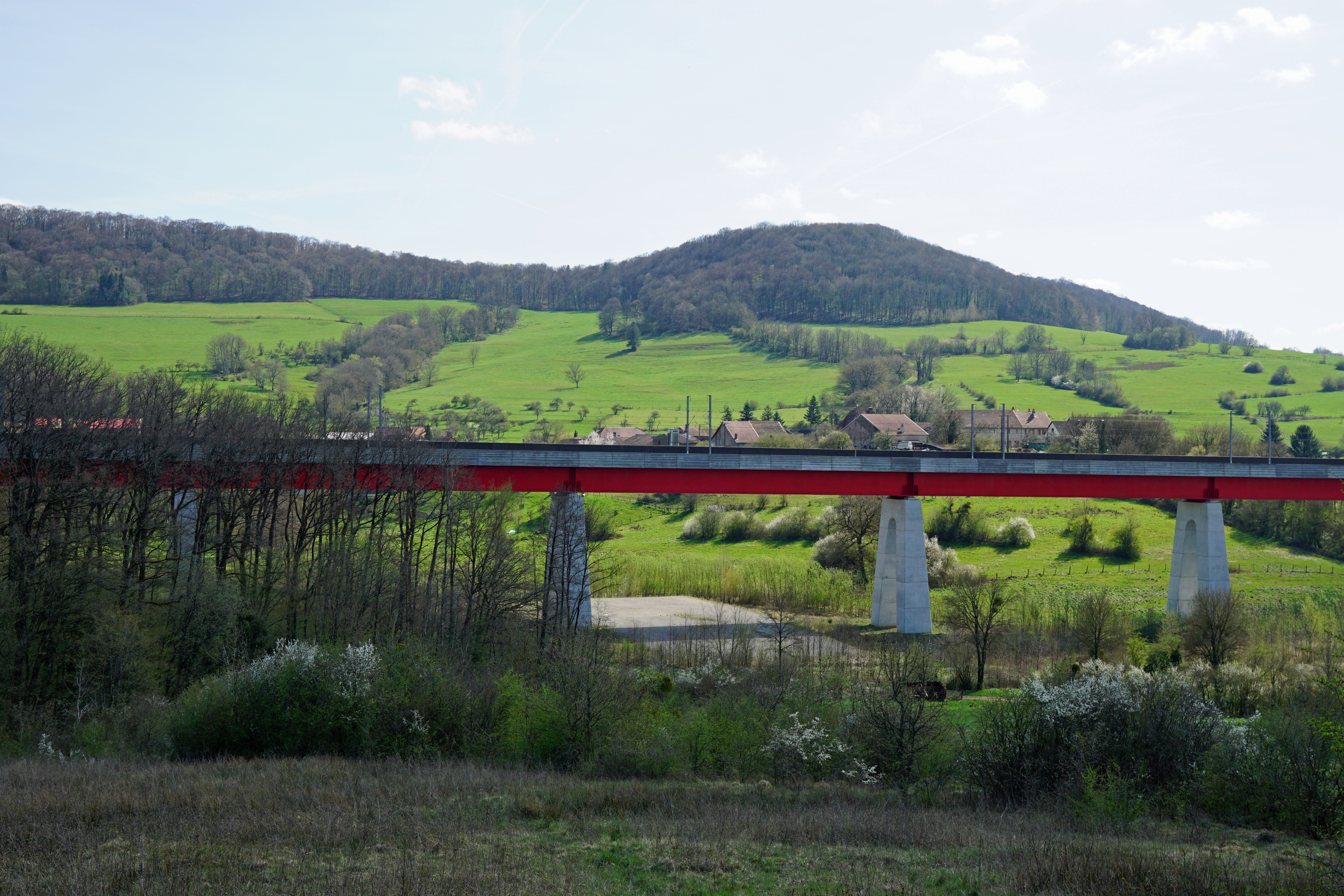